# Ciutadella d'Alba Carolina
La Ciutadella d'Alba Carolina (en romanès: Cetatea Alba Carolina, en hongarès: Gyulafehérvári vár) és una fortalesa en forma d'estrella situada a Alba Iulia. Les obres van començar el 4 de novembre de 1715 durant el govern dels Habsburg a Transsilvània i es va acabar el 1738. Fins a 20.000 serfs van participar en la construcció, que es calcula que va costar uns tres milions de guldens. La ciutadella va ser construïda al lloc d'altres dues fortificacions: la fortalesa legionària de la Legio XIII Gemina (coneguda com a Apulum), així com la ciutadella medieval de Balgrad.
La forma de la ciutadella, un element icònic de l'arquitectura de Vauban, va influir en el disseny del logotip de la ciutat d'Alba Iulia quan la ciutat va rebre l'estatut de ciutat el 2014 La ciutat va rebre 47,5 milions de lei el 2009 per la restauració i conservació de la ciutadella.
La ciutadella porta el nom de Carles VI, conegut en romanès Carol VI, que era l'emperador del Sacre Imperi Romanogermànic quan es va construir de la ciutadella.